# Melathiruppanthuruthi
Melathiruppanthuruthi es una ciudad y nagar Panchayat situada en el distrito de Thanjavur en el estado de Tamil Nadu (India). Su población es de 9074 habitantes (2011).

## Demografía
Según el censo de 2011 la población de Melathiruppanthuruthi era de 9074 habitantes, de los cuales 4304 eran hombres y 4770 eran mujeres. Melathiruppanthuruthi tiene una tasa media de alfabetización del 86,48%, superior a la media estatal del 80,09%: la alfabetización masculina es del 90,84%, y la alfabetización femenina del 82,55%.